# Nikolaus Decius
Nikolaus Decius, także Nicolaus Decius lub Tecius (ur. ok. 1485 w Hof nad Soławą, zm. po 1546) – niemiecki kompozytor, autor muzyki i tekstów pieśni kościelnych okresu Reformacji.

## Życiorys
Prawdopodobnie pochodził z miasta Hof w Górnej Frankonii, gdzie ukończył nauki w szkole łacińskiej. W 1501 został immatrykulowany na Uniwersytecie w Lipsku, a w 1506 zdał egzamin na bakalaureat z tytułem bacalaureatus atrium liberarium.
Młody Decius został twórcą pieśni kościelnych; sam również wybrał życie zakonne wstępując do zakonu, zapewne franciszkanów (jego brat, Johannes Decius był gwardianem zakonnym franciszkanów w Hof). W 1515 przeniósł się do Brunszwiku. Możliwe jednak, że Decius związał się wcześniej z benedyktynami, skoro wiadomo, że w 1519 książę brunszwicki Henryk II Młodszy przyznał mu stanowisko proboszcza klasztoru benedyktynów w Steterburgu. Wkrótce jednak stał się gorącym zwolennikiem idei Reformacji w Kościele i wyjechał do Wittenbergi studiować teologię u samego Marcina Lutra. W 1524 popierający Reformację książę pomorski Bogusław X, wystosował do Lutra list z prośbą o przysłanie mu odpowiedniego kaznodziei. Człowiekiem tym okazał się właśnie Nikolaus Decius, który został początkowo wikarym, a później proboszczem szczecińskiego kościoła św. Mikołaja (obiekt dziś nieistniejący, stał na terenie Nowego Rynku).
Decius przebywał w Szczecinie co najmniej trzy lata. Później udał się Liebstadt w Dolnej Saksonii, a następnie wyjechał do Prus Wschodnich, gdzie uprawiał działalność kaznodziejską i artystyczną m.in. w Bartoszycach, Młynarach i Królewcu, gdzie kierował zespołem śpiewaczym, a w 1540 został kaznodzieją dworskim i zastępcą kantora królewieckiej katedry.
W 1543 Decius wziął udział w wyprawie przeciw Turkom jako kaznodzieja polowy. Z wyprawy tej powrócił do znanego sobie miasteczka Młynary niedaleko Elbląga. Po 1546 ślad jego działalności się urywa.

## Twórczość
Najsłynniejsze z jego pieśni to dziś wykonywana w całorocznej liturgii ewangelickiej Allein Gott in der Höh sei Ehr (w polskiej wersji Na wysokościach Bogu cześć/ I dzięki łasce Jego!) oraz wielkopostna O Lamm Gottes unschuldig/ Am Stamm des Kreuzes geschlachtet, śpiewana również w polskim Kościele Ewangelicko-Augsburskim z początkowymi słowami Baranku Boży niewinny/ Na krzyża pniu umęczony. Pieśń Deciusa opracowana została przez Johanna Sebastiana Bacha, który umieścił ją w jednym z chórów Pasji według św. Mateusza.